# أدوبي إنكوبي
أدوبي إنكوبي (بالإنجليزية: Adobe InCopy)‏ هو معالج كلمات احترافي من أنظمة أدوبي. النسخة الحالية منه هو أدوبي إنكوبي سي سي CC. يستخدم إنكوبي أساساً لنشر المجلات والجرائد.
يسمح إنكوبي للمحرر بكتابة وتعديل وتصميم (الشكل والخط وما إلى ذلك) النسخة القابلة للنشر. يتضمن البرنامج الخصائص القياسية لبرامج تنسيق الكلمات مثل فحص الهجاء Spell Check وإحصاء الكلمات وتعقب التغيرات وما إلى ذلك. تجارياً، يعتبر إنكوبي هو المنافس المباشر لكيوارك كوبي ديسك Quark CopyDesk النسخة التي صدرت عام 1991.